# Jean Berstel
Jean Berstel est un mathématicien et informaticien théoricien français, né en 1941 à Nîmes, connu pour ses contributions à la théorie des langages formels et à la combinatoire des mots. Il est professeur émérite de l'université Paris-Est-Marne-la-Vallée.

## Biographie
Jean Berstel est un élève de Marcel-Paul Schützenberger, sous la direction duquel il a soutenu une thèse de doctorat à l'université Paris-Diderot en 1973.
Il a ensuite été assistant à l'université de Strasbourg, professeur à l'université Pierre-et-Marie-Curie de 1973 à 1995, puis professeur à l'université Paris-Est-Marne-la-Vallée de 1995 à 2005. Il a par ailleurs enseigné aussi à l'École normale supérieure.
Un hommage à sa carrière et à son travail a été publié par la revue Theoretical Computer Science en 2003.

## Distinctions
- Docteur honoris causa de l'université de Turku (Finlande), 2006.

## Publications
- Quelques applications des réseaux d'automates à des problèmes de la théorie des graphes, thèse de doctorat, faculté des sciences de Paris, 95 pages, 1967.

- Contribution à l'étude des propriétés arithmétiques des langages formels, thèse de doctorat d'État, Université Paris-Diderot, 131 pages, 1972.

- Jean Berstel, Transductions and Context-free Languages, Treubner Verlag, 1979 (ISBN 978-3-519-02340-1, DOI 10.1007/978-3-663-09367-1)

- Jean Berstel et Christophe Reutenauer, Les séries rationnelles et leurs langages, Masson, 1984, 132 p. (ISBN 9782225801372).

- Jean Berstel et Dominique Perrin, Theory of Codes, vol. 117, Academic Press, 1985 (ISBN 978-0-120-93420-1)

- Marcel-Paul Schützenberger et la théorie des langages algébriques, par Jean Berstel et Luc Boasson, 2005.

- Jean Berstel, Dominique Perrin et Christophe Reutenauer, Codes and Automata, vol. 129, Cambridge University Press, 2009 (ISBN 978-0-521-88831-8)

- (en) Jean Berstel et Christophe Reutenauer, Noncommutative Rational Series with Applications, Cambridge University Press, 2011, 248 p. (ISBN 9780521190220).

## Édition
- Calculabilité, complexité et approximation, par Jean-François Rey, préface de Jean Berstel, Paris, Vuibert, 2004.
- Combinatorics on words, Christoffel words and repetitions in words, avec Christophe Reutenauer et Aaron Lauve, American Mathematical Society, 2009.
- Œuvres complètes de Marcel-Paul Schützenberger, éditées par Jean Berstel, Alain Lascoux et Dominique Perrin, 2009[4].